# Dan-Air
Dan-Air war eine von 1953 bis 1992 bestehende britische Fluggesellschaft mit Sitz in London.

## Geschichte

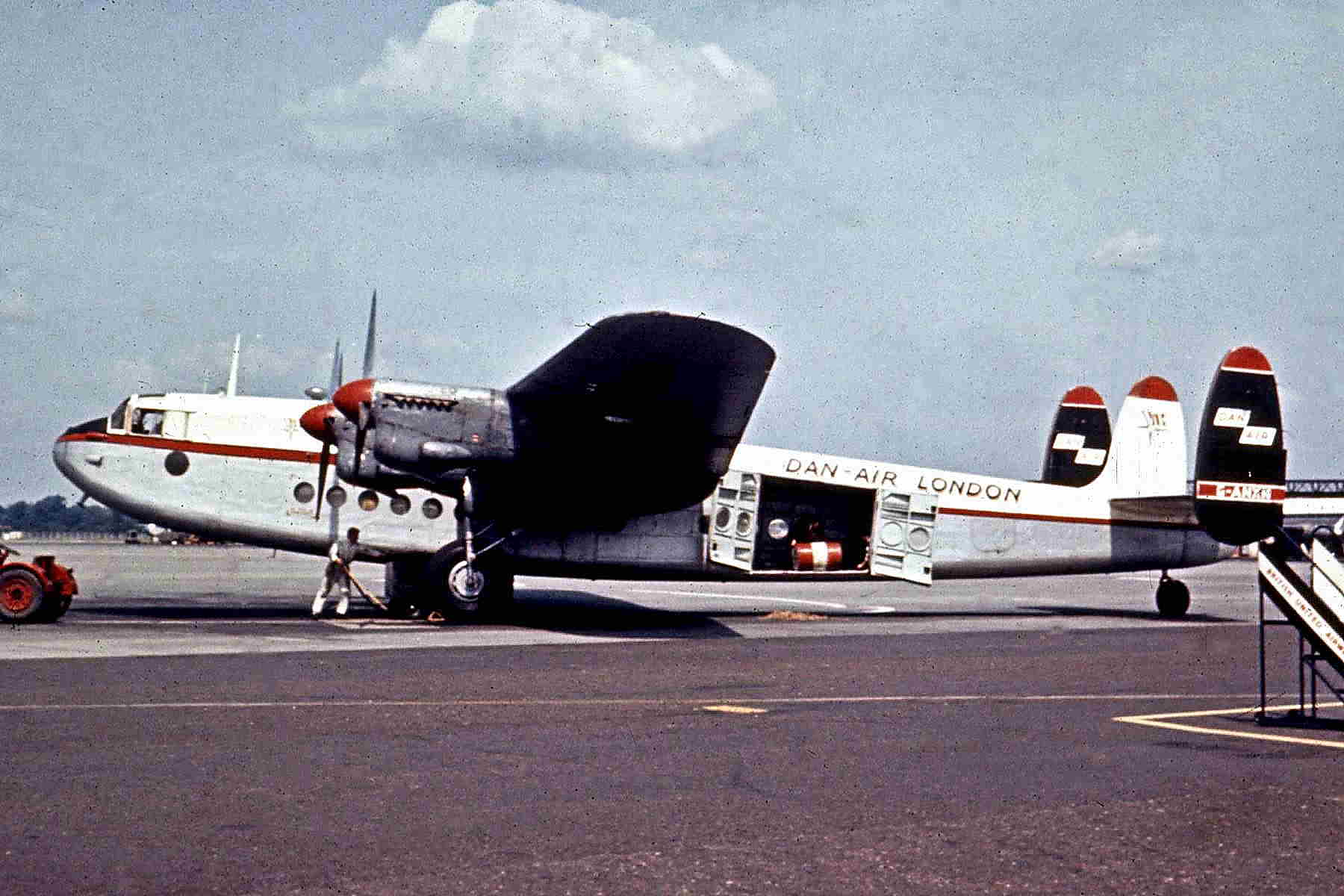
Avro York der Dan-Air, ca. 1963

Die Fluggesellschaft wurde am 21. Mai 1953 unter dem Namen „Dan-Air Services Limited“ als Tochtergesellschaft des Schiffsmaklerbüros „Davies and Newman“ in London registriert. Das Maklerbüro übernahm als Gläubiger der in Konkurs gegangenen Gesellschaft „Meredith Air Transport“ deren gesamten Besitz in Southend-on-Sea, zu dem auch das einzige betriebene Flugzeug, eine Douglas DC-3 (Luftfahrzeugkennzeichen G-AMSU), gehörte. Dabei stellte der Namensbestandteil Dan zusammengefasst die Anfangsbuchstaben der Eigner Davies and Newman" dar.
Der kommerzielle Flugdienst begann im Juni 1953 mit der Strecke Southend nach Shannon via Manchester (damals „Ringway Airport“). Im Sommer und Herbst 1953 wurde die DC-3 gewinnbringend in England und Europa verchartert, hierzu gehörte auch die Übernahme von Transporten im Rahmen des zweiten „Mini Berlin-Airlift“. Im selben Jahr begann mit Flügen zu den Kanal-Inseln der Liniendienst, wobei bis zum Jahresende 4000 Passagiere befördert werden konnten.

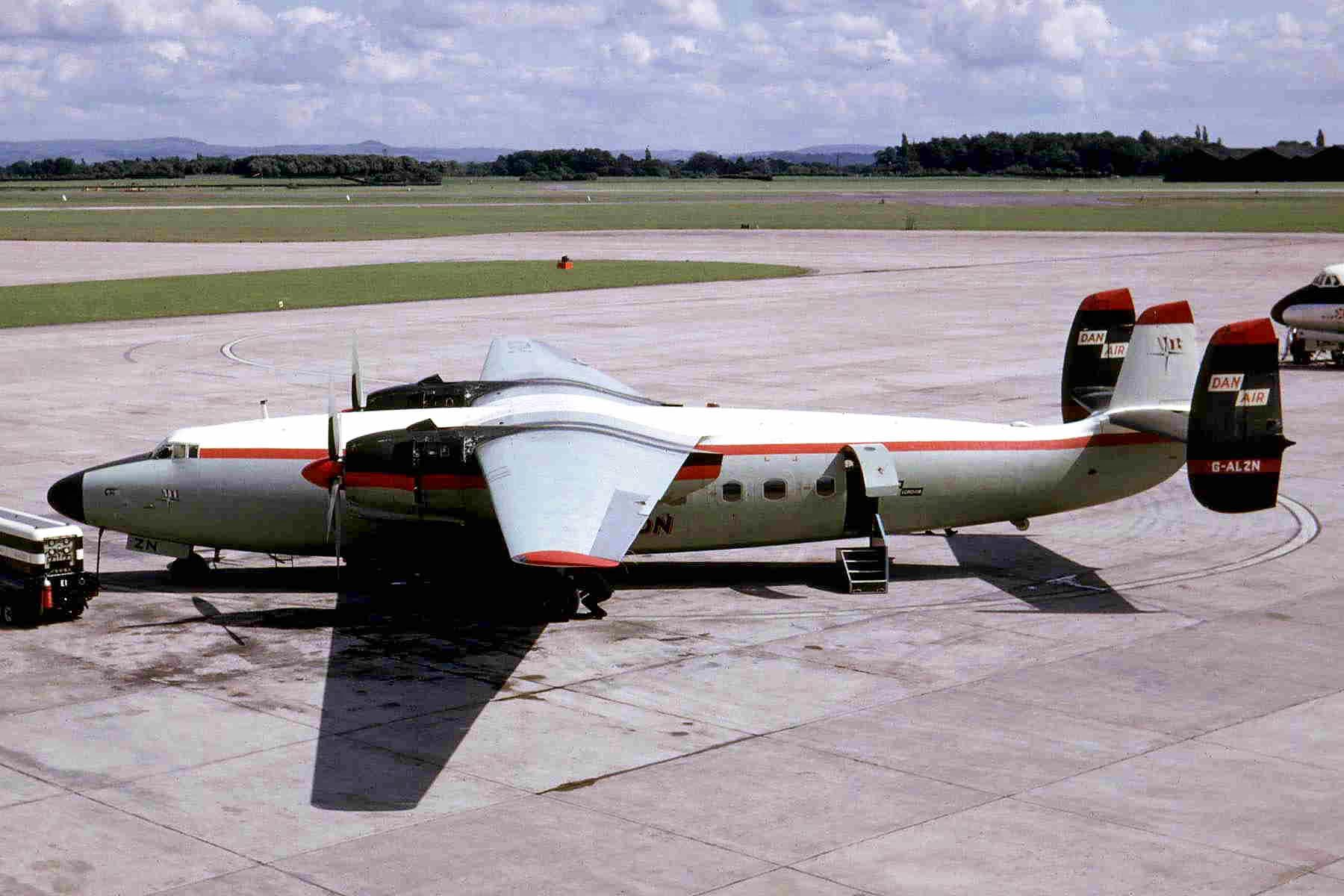
Airspeed Ambassador der Dan-Air, 1965

Im Januar 1954 übernahm Dan-Air die zweite DC-3 (G-AMSS) aus der Konkursmasse der auf dem Flughafen Stansted (Essex) beheimateten Gesellschaft William Dempster Limited. Im Jahr 1955 zog Dan-Air von Southend auf den im Westen Londons gelegenen ehemaligen Militärflugplatz Blackbushe um. Hier hatten sich bereits einige andere Gesellschaften niedergelassen (u. a. Silver City Airways, Airwork Limited, Britavia), so dass für eine ausbaufähige Wartungsbasis der verfügbare Platz sehr begrenzt war. Hinzu kam, dass einzelne Rollwege und sogar eine Startbahn die A30 kreuzten, was zu deren häufigen Schließung für den Autoverkehr führte. Dies führte dazu, dass Dan-Air auf dem nahegelegenen Militärflugplatz Lasham, zwischen Alton und Basingstoke eine Wartungsbasis einrichtete. Diese firmierte als Tochtergesellschaft „Dan-Air Engineering Limited“.
Anfang 1955 wurden die beiden DC-3 durch drei Avro York ergänzt, die von der Royal Air Force gekauft wurden. Mit den Yorks wurden mit Flügen nach Afrika die ersten Langstreckeneinsätze durchgeführt. Im Zusammenhang mit dem ungarischen Volksaufstand im Dezember 1956 führte man Rettungsflüge durch, wobei etwa 350 Flüchtlinge nach England gebracht wurden. Nachdem das Ministry of Civil Aviation den zwei Jahre dauernden Ausbau des kleinen Flugplatzes in Gatwick zu einem Flughafen 1958 abgeschlossen hatte, erfolgte die Schließung der Basis in Blackbushe und die Verlegung des Dan-Air-Flugbetriebs nach Gatwick in Surrey. Zu dieser Zeit begann Dan-Air mit der Durchführung von Charterflügen für Pauschalreisende, ein Geschäftszweig, der bis zum Schluss eine der Kernaktivitäten der Gesellschaft blieb.

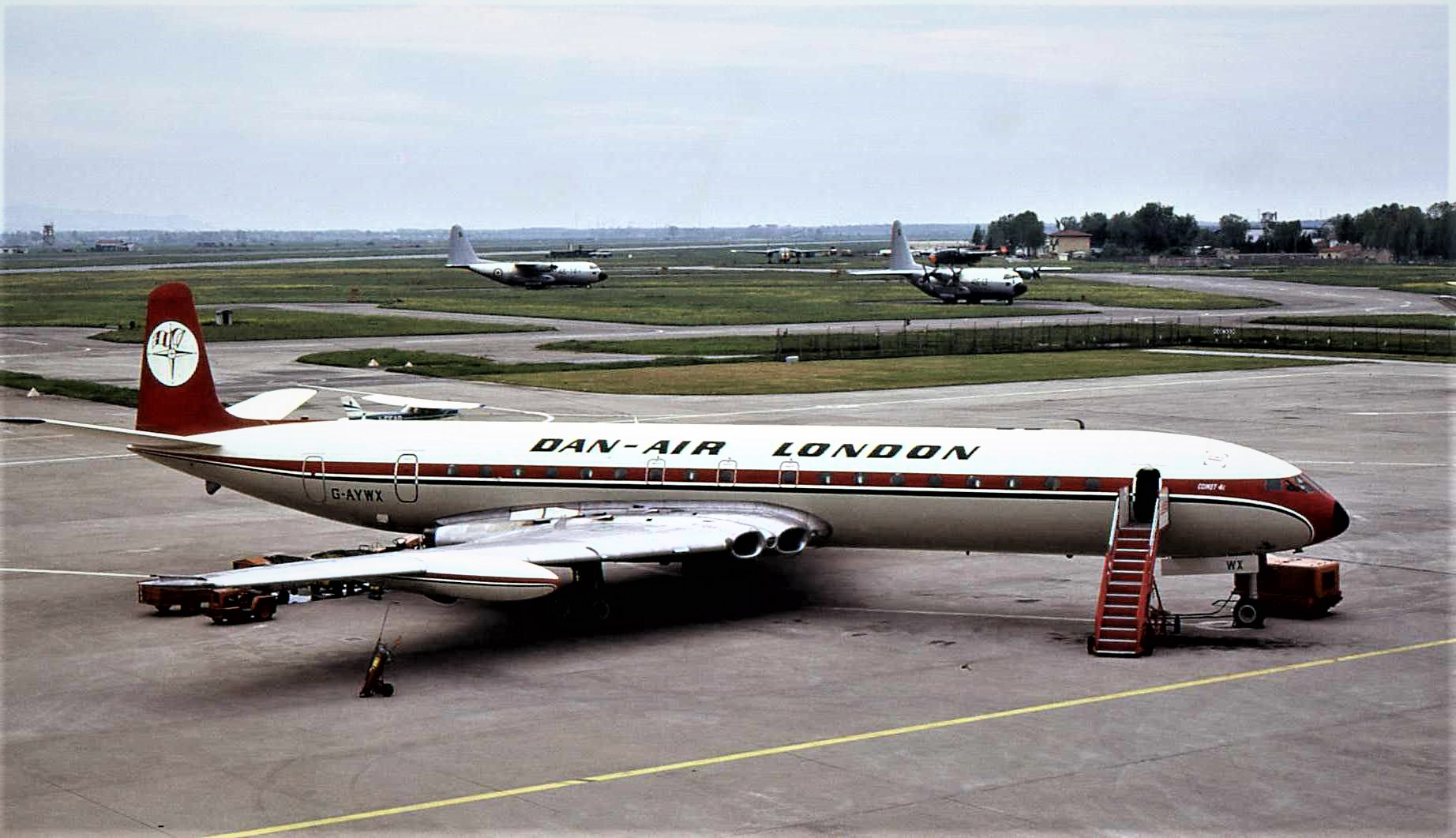
De Havilland DH.106 Comet 4C der Dan-Air, 1974

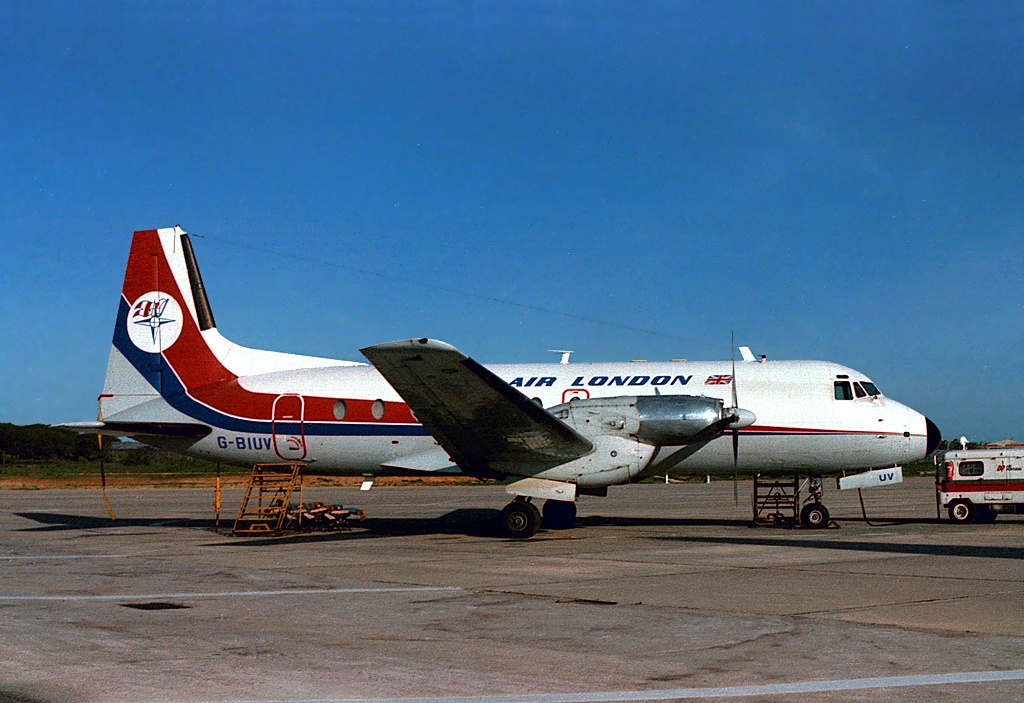
Hawker Siddeley HS 748 der Dan-Air, 1986

Die ersten Flugzeuge mit Druckkabine wurden 1960 beschafft. Die drei ex-BEA Airspeed Ambassador stammten von Butler Air Transport in Australien und bedienten Strecken nach den Niederlanden, Frankreich, Deutschland und Belgien. Im Jahr 1961 übernahm Dan-Air die Anlagen und Flugzeuge der in Prestwick beheimateten schottischen Gesellschaft Scottish Airlines. Diese musste ihren Betrieb aufgeben, nachdem fünf ihrer Avro York verloren gegangen waren und infolgedessen der Vertrag über den Transport von Truppen über den Nordatlantik und in den Mittleren und Fernen Osten vom Air Ministry aufgekündigt wurde. Dan-Air erhielt neben einer dritten DC-3 auch die Rechte für die Flugroute zwischen Prestwick und der Isle of Man.
Ab Mai 1966 wurden zwei ehemalige BOAC-De Havilland DH.106 Comet in Lasham aufwändig umgebaut, um sie für den geplanten Kurzstreckenbetrieb bei Dan-Air tauglich zu machen. Dan-Air war damit die zweite britische Gesellschaft, die über Jets in ihrer Flotte verfügte. Mit dem Start einer Comet am 31. März 1968 von Berlin-Tegel nach Málaga begann die langjährige Zusammenarbeit mit Neckermann und Reisen, verbunden mit der Einrichtung einer Basis in Berlin. Im Oktober 1969 führte man den ersten Transatlantikflug mit Urlaubern nach Trinidad durch. Insgesamt führte Dan-Air fast 50 Comet in ihrer Flotte, was die Gesellschaft zum weltweit größten Betreiber dieses Musters machte. Im März 1971 folgte die Einführung der Boeing 707, im gleichen Jahr erfolgte auch die Umwandlung in eine Aktiengesellschaft (Public Limited Company) und die Trennung von Schiffs- und Flugbetrieb in zwei unabhängige Gesellschaften.
Anfang 1970 gründete Dan-Air die Tochtergesellschaft „Gatwick Handling Ltd.“ zum Betrieb des Airports, die im Februar 1972 eine enge Zusammenarbeit mit Laker Airways und der British Airport Authority beschloss. Die Gesellschaft trug ab dem Jahr 2000 den Namen „Aviance“.

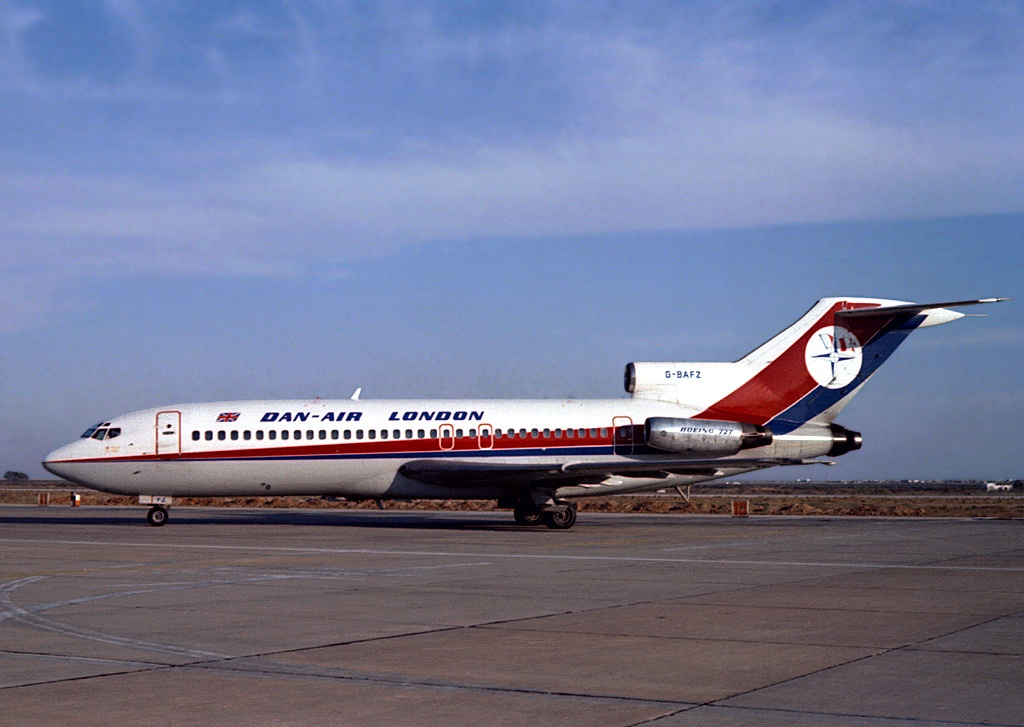
Boeing 727-100 der Dan-Air, 1986

Die unterschiedlichen von Dan-Air betriebenen Flugzeugmuster erlaubten es, flexibel auf die Erfordernisse des Chartergeschäfts zu reagieren. So wurde ab 1969 die 89-sitzige BAC 1-11 als eines der meistgenutzten Muster hierfür eingesetzt, zusätzlich flog ab September die Boeing 727 mit einer Sitzkapazität zwischen Boeing 707 und BAC 1-11. Bis zum Ende von Dan-Air wurden insgesamt 22 Boeing 727 beschafft.
Ein wichtiger Umstand, der zum Niedergang von Dan-Air führte, war der Einsatz eigener Fluggesellschaften der großen Reiseunternehmer zum Transport ihrer Pauschalkunden. Der Einkauf von Kapazitäten bei freien Anbietern wurde dagegen deutlich zurückgefahren. Der Ausbau des Linienflugnetzes und der Verkauf von „Dan-Air Engineering“ (1991 für 27,5 Mio. £) brachte nicht den gewünschten Erfolg, so dass nach Fusionsmöglichkeiten Ausschau gehalten wurde. Der Plan, mit Virgin Atlantic zusammen eine Gesellschaft „Virgin European Airways“ zu bilden, zerschlug sich. Schließlich wurde mit British Airways (BA) eine Übereinkunft getroffen. Am 23. Oktober 1992 kaufte BA Dan-Air für den symbolischen Preis von einem Pfund einschließlich der nicht unerheblichen Schulden. Damit einher gingen die Entlassung von 1.500 der insgesamt 2.000 Beschäftigten bei Dan-Air sowie die Stilllegung aller Flugzeuge, mit Ausnahme von zwölf Boeing 737, die von BA weiterbetrieben wurden.

## Flotte

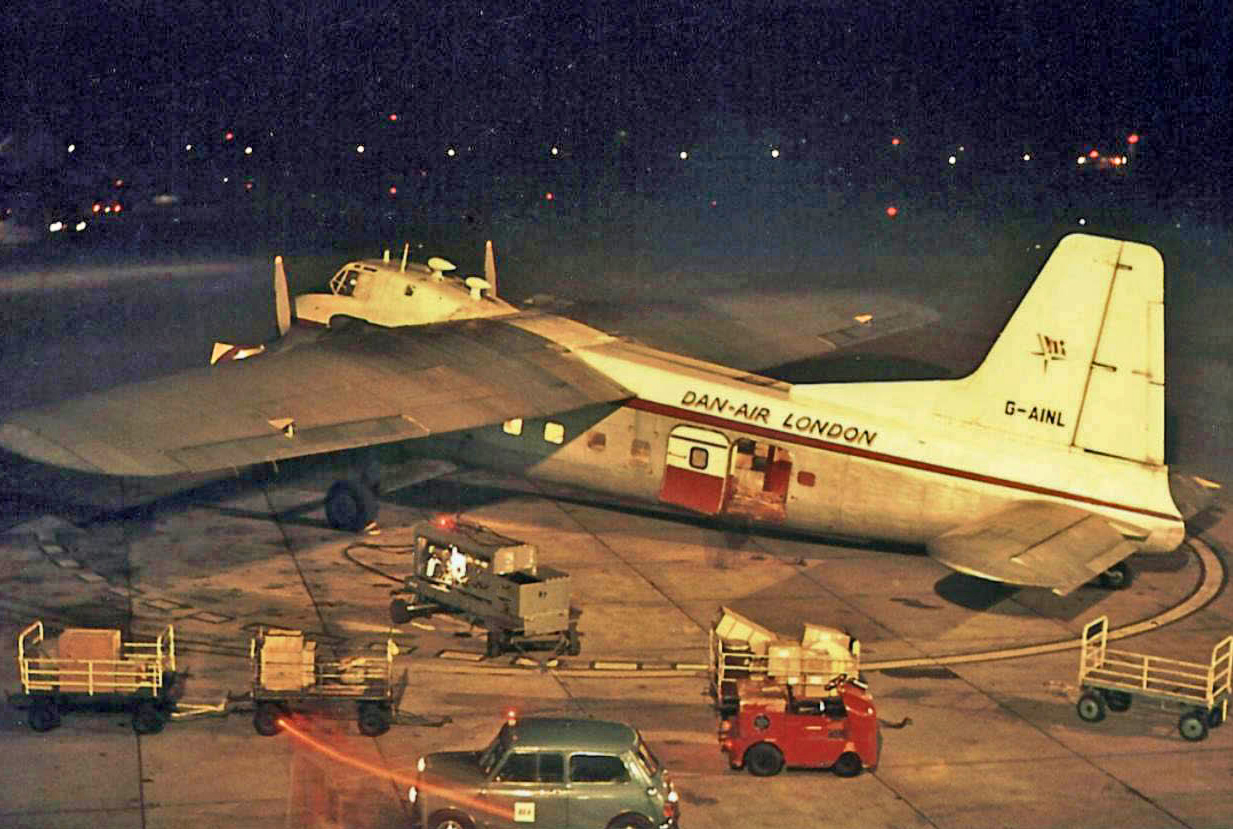
Bristol 170 Freighter
der Dan-Air, 1964

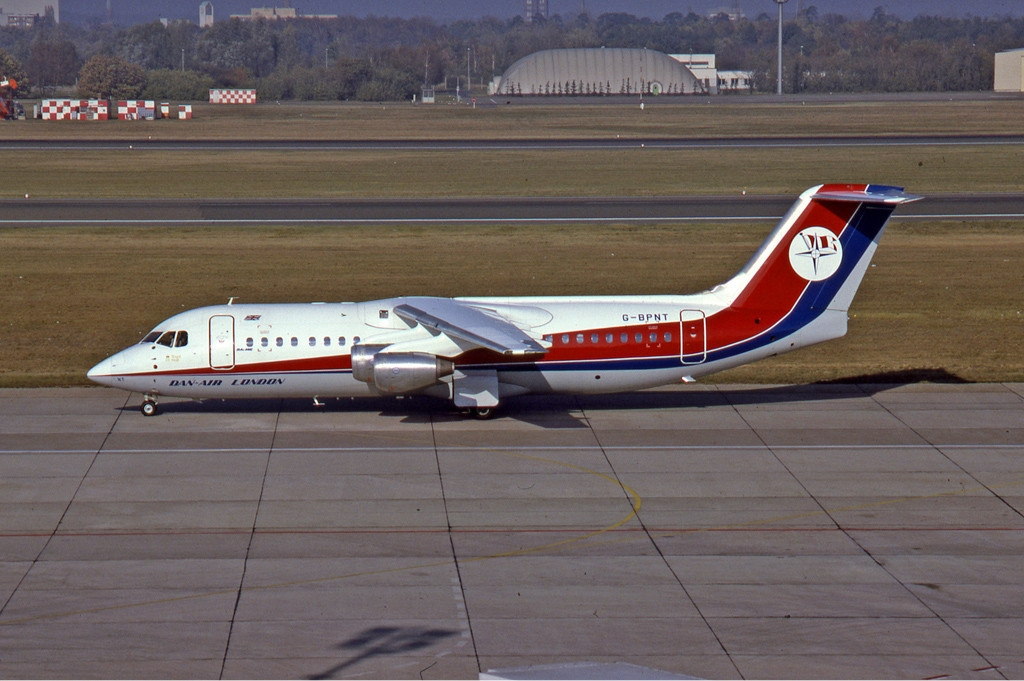
BAe 146-300 der Dan-Air, 1990

Dan-Air besaß folgende Flugzeugtypen:
- Airbus A300
- Airspeed AS.57 Ambassador
- Avro York
- BAC 1-11
- BAe 146
- Boeing 707
- Boeing 727-100, -200
- Boeing 737-200, -300, -400
- Bristol 170 Freighter
- Cessna 150
- Cessna 310
- De Havilland DH.104 Dove
- De Havilland DH.114 Heron
- De Havilland DH.106 Comet 4
- Douglas DC-3/C-47
- Douglas DC-4
- Douglas DC-7
- Handley Page Marathon
- Hawker Siddeley HS 748
- Nord 262
- Piper PA-23 Apache
- Vickers Viscount

## Zwischenfälle
Von 1958 bis zur Betriebseinstellung 1992 ereigneten sich bei Dan-Air zehn Unfälle mit Totalverlust des Flugzeugs. Bei sechs davon kamen 288 Menschen ums Leben. Vollständige Liste:
- Am 20. Mai 1958 setzte eine Avro York C.1 der Dan-Air (Luftfahrzeugkennzeichen G-AMUT) bei der Landung auf dem Flughafen Malta spät auf und überrollte das Landebahnende. Um das Flugzeug zum Stehen zu bringen wurde das Fahrwerk eingefahren. Die Maschine kollidierte mit einer Mauer und wurde irreparabel beschädigt. Alle drei Besatzungsmitglieder des Frachtflugs überlebten.[5]

- Am 25. Mai 1958 führte die Besatzung einer Avro York (G-AMUV) auf dem Flug von Karachi nach Delhi wegen eines brennenden Triebwerks nahe Gurgaon (Indien) eine Notlandung durch. Im unebenen Gelände zerbrach die Frachtmaschine, und vier der fünf Besatzungsmitglieder kamen ums Leben.[6]

- Am 14. April 1966 setzte eine Airspeed Ambassador (G-ALZX) bei der Landung in Beauvais-Tillé sehr spät auf, überrollte das Landebahnende und kollidierte mit einem Erdhaufen. Die Maschine wurde irreparabel beschädigt. Alle 59 Insassen überlebten.[7]

- Am 30. September 1968 ließ sich auf einem Trainingsflug mit der Airspeed Ambassador G-AMAG der Dan-Air das rechte Hauptfahrwerk nicht verriegeln. Die Piloten wichen zum Flughafen Manston aus und führten dort eine Bauchlandung auf einem Schaumteppich durch. Die Maschine war anschließend nicht mehr zu reparieren, aber beide Besatzungsmitglieder überlebten.[8]

- Am 3. Juli 1970 flog eine aus Manchester kommende De Havilland Comet 4 (G-APDN) beim Landeanflug auf den Flughafen Barcelona nordöstlich des Platzes in der Sierra del Montseny südwestlich von Arbúcies gegen einen Berg. Alle 112 Menschen an Bord kamen ums Leben, am Unfallort wurden darüber hinaus die Überreste eines 113. Opfers gefunden, dessen Identität nie geklärt werden konnte. Dies war der Comet-Unfall mit den meisten Todesopfern. Ursachen waren Navigationsfehler der Piloten sowie falsche Anweisungen seitens der Flugsicherung (siehe auch Dan-Air-Flug 1903).[9]

- Am 7. Oktober 1970 wurde eine De Havilland Comet 4 der Dan-Air (G-APDL) bei einem Trainingsflug auf dem Flughafen Newcastle mit eingefahrenem Fahrwerk gelandet. Die Bauchlandung kam zustande, weil die Besatzung beim Üben einer Landung mit eingefahrenen Landeklappen die Checkliste vor der Landung vergessen hatte. Alle 11 Insassen überlebten den Unfall. Das Flugzeug wurde jedoch irreparabel beschädigt.[10]

- Am 14. Mai 1977 stürzte eine als Frachtmaschine für IAS Cargo Airlines eingesetzte Boeing 707-321C (G-BEBP) im Anflug 3,6 km westlich des Flughafens Lusaka (Sambia) senkrecht ab. Grund war der Ermüdungsbruch der gesamten rechten Hälfte des Höhenruders. Alle sechs Insassen wurden getötet (siehe auch Flugunfall einer Boeing 707 der Dan-Air in Sambia 1977).[11]

- Am 31. Juli 1979 hob die Hawker-Siddeley HS 748 G-BEKF beim Startversuch vom Flughafen Sumburgh (Shetland-Inseln) nicht ab, da das Höhenruder verriegelt war. Die Maschine stürzte 50 m hinter der Küste ins Meer, wobei 17 der 47 Menschen an Bord ums Leben kamen (siehe auch Dan-Air-Flug 0034).[12]

- Am 25. April 1980 traf die Gesellschaft durch den Absturz einer Boeing 727-46 (G-BDAN) der bis dahin schwerste Flugunfall eines in Großbritannien zugelassenen Flugzeugs. Die aus Manchester kommende Maschine wurde beim Landeanflug auf den Flughafen Teneriffa/Los Rodeos in einen Berg geflogen (CFIT, Controlled flight into terrain). Als Ursachen wurden Navigationsfehler seitens der Piloten sowie unklare Informationen seitens der Flugsicherung ermittelt. Alle 146 Insassen wurden getötet (siehe auch Dan-Air-Flug 1008).[13]

- Am 26. Juni 1981 löste sich während des Reiseflugs an der Hawker-Siddeley HS 748 G-ASPL die rechte hintere Tür, blieb am Höhenleitwerk hängen, wodurch das Flugzeug unsteuerbar wurde und abstürzte. Alle drei Besatzungsmitglieder des Frachtflugs von London-Gatwick zum Flughafen East Midlands wurden getötet (siehe auch Dan-Air-Flug 240).[14]